# Sūtra du Cœur
Pour les articles homonymes, voir Cœur (homonymie).
Le Sūtra du Cœur de la Grande Sagesse (sanskrit : प्रज्ञापारमिताहृदय / Prajñāpāramitā Hṛdaya, chinois simplifié : 心经 ; chinois traditionnel : 心經 ; pinyin : Xīnjīng ; Wade : Hsin¹ching¹ ; cantonais Yale : Sam¹ging¹, japonais : 般若心経 Hannya Shingyô; tibétain : ཤེས་རབ་སྙིང་པོ་, Wylie : shes rab snying po, THL : Sherab Nyingpo ; vietnamien: Bát-nhã tâm kinh ou Tâm Kinh) , est un texte central du bouddhisme mahāyāna. Il s'agit sans doute du texte bouddhique le plus connu, mais aussi de l’un des plus importants. Il compte parmi les plus populaires, et il est très régulièrement récité par des moines et par des bouddhistes laïcs.
Il est appelé « Sūtra du Cœur » car il contient le cœur de l'enseignement de la Prajnaparamita. C’est un des plus courts des soutras de la Prajñā Pāramitā, ensemble de textes de longueur très variable composés entre le Ier siècle av. J.-C. et le VIe siècle apr. J.-C., dont le thème principal est la Perfection de la Sagesse (aussi appelée Sagesse parfaite, Connaissance transcendante, ou Sagesse transcendante, Prajñā), à savoir la vacuité (śūnyatā en sanskrit) de toute chose et de tout phénomène, ce qui ne veut pas dire leur non-existence, mais leur absence de caractère substantiel, fixe et permanent.

## Histoire du texte
Le sûtra du cœur est un des textes les plus connus du bouddhisme mahâyâna. C'est aussi l’un des plus importants, l'un des plus fréquemment récités et encore l'un des plus commentés — par des auteurs de premier plan comme Atisha, Fazang, Kûkai ou encore Hakuin Ekaku. Le texte nous est parvenu en sanskrit, en chinois et en tibétain.

### Deux versions

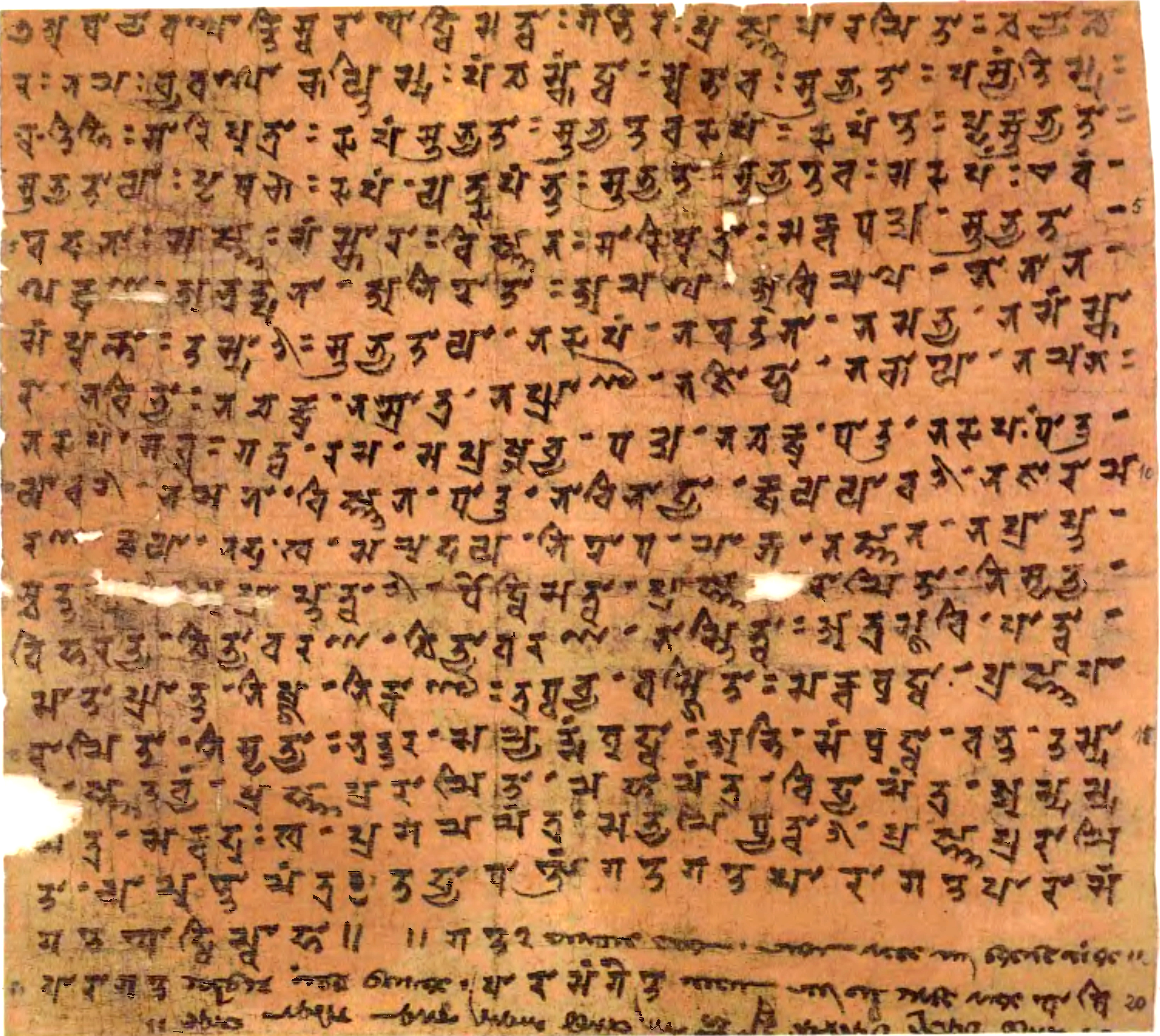
Sūtra du Cœur en écriture siddham, découvert par Paul Pelliot. BNF.

Le sutra existe en deux versions, l'une courte et l'autre longue, la première étant plus répandue en Asie de l'Est, la seconde en Inde. Mais cette version longue reste cependant fort brève (une à deux pages en traduction). La version courte est connue surtout par la traduction en chinois effectuée en 649 par le grand traducteur Xuanzang. Ce serait lui qui, le premier, aurait donné ce titre de Sūtra du Cœur. Selon la biographie rédigée par son disciple Hui-li (慧立), Xuanzang aurait rencontré au Sichuan un homme très souffrant. Il l'emmena dans son monastère, le soigna, le nourrit et le vêtit, en remerciement de quoi, le malade lui aurait offert ce sûtra, et Xuanzang le récita ensuite fréquemment.
La version plus longue comprend, comme dans un sûtra classique une introduction, l'enseignement à proprement parler et une conclusion .

### Date de rédaction
Le fait qu’il contient un mantra amène en général à ranger ce sûtra parmi les textes tardifs de la Prajñāpāramitā, influencés par le tantrisme ; il est d’ailleurs classé comme tantra dans certaines éditions du Kangyour tibétain et on l'a aussi considéré non seulement comme un sûtra, mais aussi comme un dharani (traductions attribuées à Zhi Qian et Kumārajīva). Fumimasa Fukui (de son nom en religion Fukui Bonga) a suggéré que le terme xin (« cœur ») utilisé par Xuanzang dans son titre est l’abréviation de xinzhou (心咒), « dharani »,. Mais le Sūtra du Cœur n'est pas considéré aujourd'hui comme un texte tantrique par la plupart des pratiquants modernes[réf. nécessaire].
Les opinions diffèrent quant à sa date de rédaction et à sa langue d’origine. La première version dont la datation soit fiable est la traduction chinoise de Xuanzang, vers 649. La version courte « antérieure » attribuée à Kumarajiva (~400) est en effet considérée comme apocryphe par de nombreux spécialistes. La liste des traductions attribuées à Zhi Qian (支謙, actif 222-252), d’origine kouchanaise, comprend un bōrěbōluómì shénzhòu yī juàn ou Dharani de la Prajñāpāramitā disparu. Si l’on admet qu’il s’agit du Soûtra du Cœur, celui-ci aurait alors pu être rédigé dans l’empire kouchan aux alentours du début de notre ère. Néanmoins, il pourrait s’agir d’un texte différent, et d’autres spécialistes proposent une date nettement plus tardive : entre le milieu du IVe siècle et le milieu du VIe siècle.
Par ailleurs, J. Nattier souligne que la version courte en chinois est quasiment identique à un passage du Grand Sûtra de la Prajñāpāramitā en chinois, alors que la version sanscrite du Sûtra du Cœur, qui correspond mot à mot à la version chinoise, ne semble pas dériver directement de la Grande Prajñāpāramitā en sanscrit ; on y retrouve effectivement un passage au sens identique, mais formulé différemment. Certains pensent que la réduction de la Prajñāpāramitā à un court passage particulièrement significatif aurait été effectuée en Chine à partir du texte chinois, texte qui aurait été retraduit en sanscrit,.

## Une traduction du sûtra
Il existe plusieurs versions — courtes ou longues — du sûtra du cœur, avec des variations selon les langues originales et les traducteurs.
Ci-après, on lira d'abord la traduction de la version « courte », dans la traduction, à partir du chinois de Xuanzang, réalisée de l'AZI, puis un résumé de la version longue, présentant le cadre du récit (introduction et conclusion), la partie centrale (l'enseignement) étant très similaire à la version courte (à relever que c'est Avalokiteshvara, et pas le Bouddha, qui s'adresse directement à Shariputra).
À propos du texte original utilisé pour la traduction qui suit — texte qui est chanté quotidiennement dans les temples zen au Japon, en Europe aux États-Unis, etc. — Éric Rommeluère note qu'il est d'habitude récité en « lecture japonaise », ce qui « n'est pas une traduction mais un mode de lecture qui permet aux Japonais de lire du chinois en rétablissant l'ordre syntaxique avec les particules et les désinences verbales propres à leur langue. » Il poursuit : « Il n'y a cependant pas de lecture unique, le chinois gardant presque toujours une certaine indétermination – d'autant plus que les textes anciens ignorent la ponctuation. Chaque lecture oriente donc la compréhension par le choix de telle ou telle forme verbale ou de telle ou telle ponctuation. »

### La version courte
« Le bodhisattva de la Grande Compassion, Avalokiteshvara, par sa pratique profonde de la Grande Sagesse, voit que les cinq agrégats ne sont que vacuité (jap.: ku) et par cette compréhension, il soulage toutes les souffrances.
Shariputra, les formes (jap. : shiki) ne sont pas différentes du vide (ku) et le vide n’est pas différent des formes. Shiki lui-même est ku, ku lui-même est shiki. Il en est ainsi aussi de la sensation, de la perception, des formations mentales et de la conscience.
Shariputra, toutes les existences ont l’aspect de ku. Elles sont sans naissance ni extinction, ni pures ni souillées, elles n’augmentent ni ne diminuent.
Donc, dans ku, il n’y a ni forme, ni sensation, ni perception, ni formations mentales, ni conscience ; ni œil, ni oreille, ni nez, ni langue, ni corps, ni conscience. Il n’y a ni couleur, ni son, ni odeur, ni goût, ni toucher, ni pensée. Donc, dans ku n’existe pas de domaine des sens. Il n’y a ni ignorance ni cessation de l’ignorance, ni illusion ni cessation de l’illusion. Il n’y a ni dégénérescence et mort ni cessation de la dégénérescence et de la mort. Il n’y a ni souffrance, ni cause, ni cessation, ni sentier. Il n’y a ni sagesse, ni obtention, ni non-obtention.
Pour le bodhisattva, grâce à la Grande Sagesse qui conduit au-delà, l’esprit sans obstacle ne connaît pas la peur, et toute illusion, tout attachement sont éloignés. Il peut parvenir à l’ultime fin, le nirvana.
Tous les bouddhas du passé, du présent et du futur pratiquent la Grande Sagesse et ainsi atteignent le plus parfait éveil.
Donc, nous devons comprendre qu’Hannya haramita est le grand mantra brillant et lumineux. Le plus élevé de tous les mantras qui est incomparable.
Sa force coupe toutes les souffrances.
C’est le vrai mantra. Par lui il est possible d’atteindre l’essence de toute vérité :
Aller, aller, aller ensemble au-delà du par-delà, jusqu’à l’accomplissement total de la Voie. »

Suivent normalement encore le titre du sûtra —Han-nya shin-gyô — un texte en chinois se terminant par son titre.

### La version longue

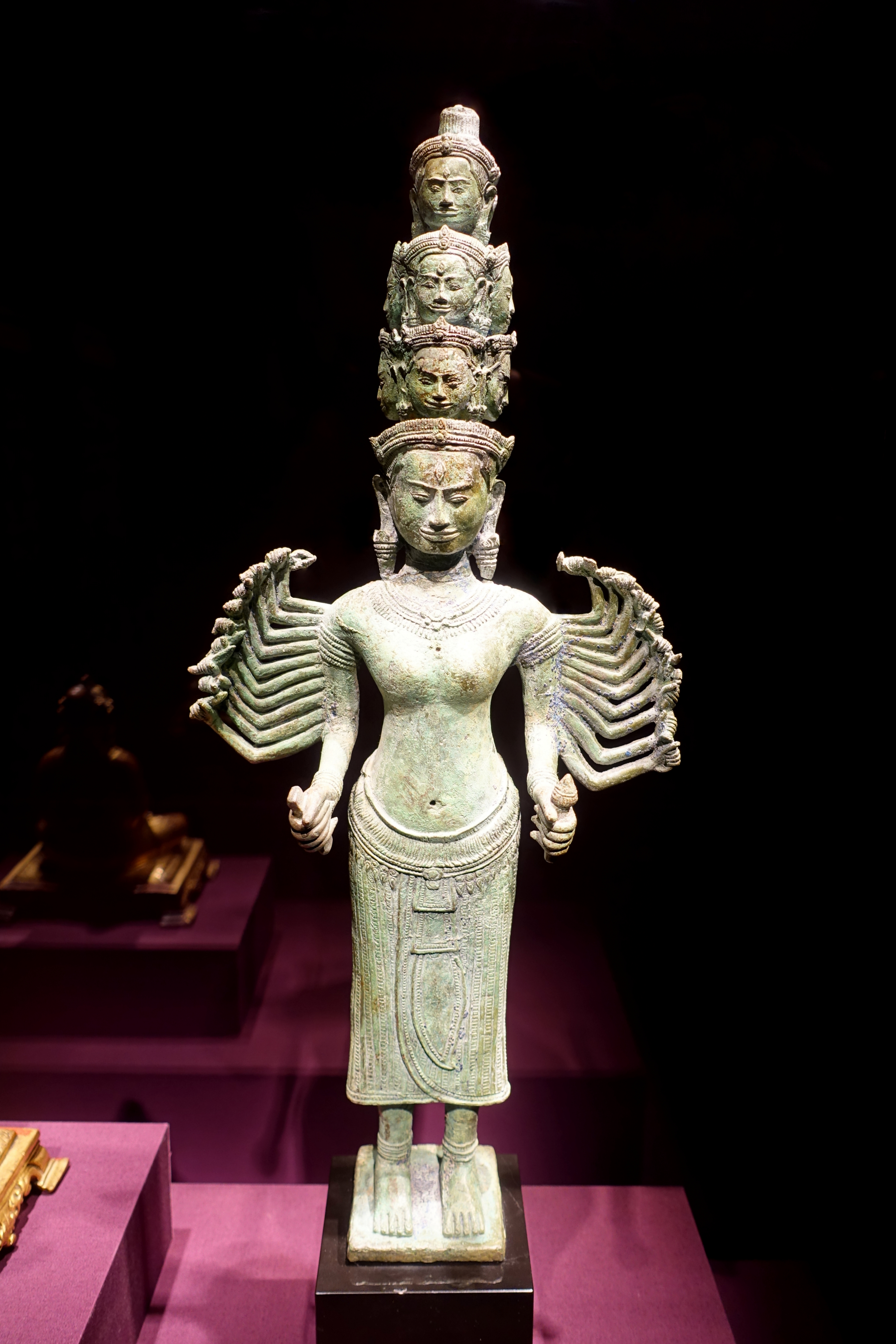
Prajnaparamita, style Bayon (Angkor), Cambodge vers 1200 après J.-C., alliage de cuivre - Arthur M. Sackler Gallery, Washington.

Elle reprend les éléments de la précédente, mais en les replaçant dans un récit classique des sûtra, où l'on trouve une introduction qui pose le cadre du récit, avec le Bouddha entouré de disciples, l'un d'eux posant en général une question. Suit alors le développement de ce thème, sous la forme de la réponse du Bouddha. Vient enfin une conclusion dans laquelle l'assemblée loue la sagesse du Bouddha et de ses paroles.
Dans le cas du Sûtra du Cœur,, on retrouve un scénario en trois temps. 1) Le Bouddha se trouve au Pic des vautours, au milieu d'une vaste assemblée de bodhisattva, et il entre dans un profond état de concentration (samâdhi). À ce moment, Avalokiteśvara (qui a rarement le rôle d'interlocuteur dans les sûtra de la Prajñāpāramitā) contemple la perfection de la Sagesse transcendante et voit que les cinq agrégats sont vides de nature propre (svabhâva). Le Bouddha inspire alors Sharipûtra, considéré comme son disciple le plus sage, pour qu'il demande à Avalokiteshvara comment l'on doit s'entraîner à la pratique de la Connaissance transcendante. 3) La réponse que donne Avalokiteshvara est, en substance, celle du texte de la version courte qui figure ci-dessus. 3) Quand il a terminé, le Bouddha sort de son recueillement et félicite Avalokiteshvara, disant: « Bien, noble fils, il en est bien ainsi, et c'est ainsi que tu l'as montré qu'il faudra pratiquer la profonde Connaissance transcendante pour la plus grande joie des Tathâgatas. » Après quoi, toute l'assemblée (ainsi que tous les hommes et les dieux) se réjouit de ces paroles du Bouddha et les louent.

## Commentaire
Ce bref texte se donne comme le « cœur » des sûtra bouddhistes indiens de la Perfection de Sagesse (prajñâ pâramitâ). Progressivement, il est devenu en Chine, puis au Japon, « une sorte de credo aux vertus magiques ». Il constitue un condensé des principales notions du bouddhisme: les quatre nobles vérités (base de la doctrine), la théorie des cinq agrégats constitutifs du moi, la coproduction conditionnée. Mais ces notions sont présentées uniquement pour souligner l'importance centrale de la sagesse (Prajñā), en tant qu'elle permet de réaliser ou de voir l'identité fondamentale de la vacuité et des phénomènes.

### Les dix-huit éléments

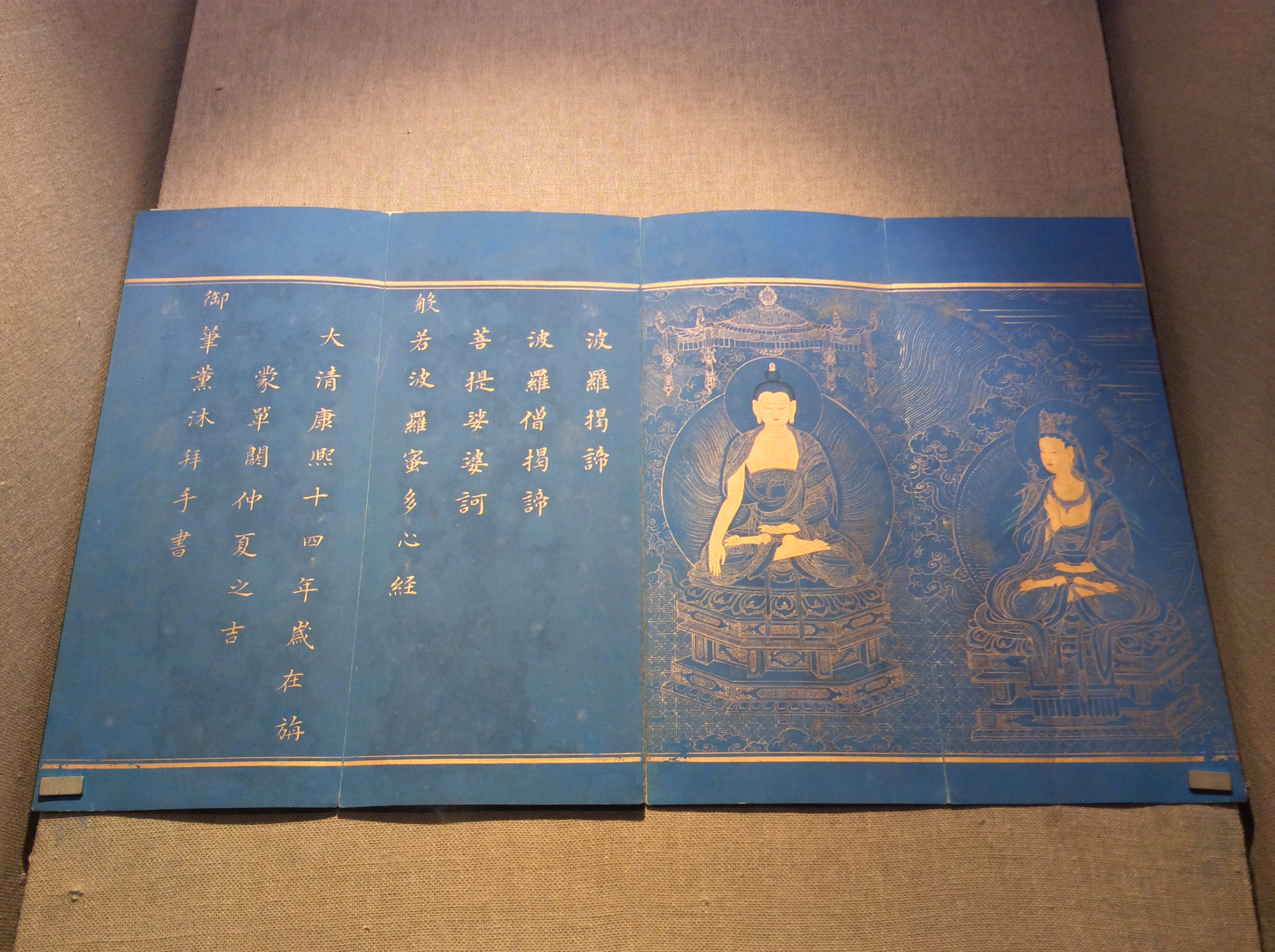
Sûtra du Cœur calligraphié par l'empereur Kangxi en 1675. Temple de Foguang, Chine.

Dans le bouddhisme, se sont développées, sur la base des quatre nobles vérités, différentes théories, en particulier celles des cinq skandha : le moi n'est que la réunion temporaire de cinq agrégats — celui de la forme, de la sensation, de la pensée, de la volition et de la faculté de connaissance (le premier relevant de la matière, les quatre autres de la pensée). La relation entre l'idée, erronée, d'un moi et le monde extérieur s'effectue par le biais des organes des sens — œil, oreille, nez, langue, toucher, auxquels vient s'ajouter un sixième, le mental, à savoir la faculté de concevoir, grâce à laquelle nous interprétons les objets et raisonnons. À chacun de ces organes correspond un objet des sens. Il s'agit d'un domaine ou un type d'objets avec lesquels les sens entrent en contact : formes et apparences, sons, odeurs, saveurs, sensations tactiles, goûts, pensées. Mais pour qu'il y ait perception, il faut encore une conscience qui interprète les éléments perçus. Le bouddhisme voit donc six consciences qui correspondent aux six sens. Et il faut la réunion des trois pour qu'il y ait expérience sensorielle.
Ces trois séries de six (six organes des sens, six objets des sens, six consciences dont chacune correspond à un des sens) forment ce que, dans le bouddhisme, on appelle les « dix-huit éléments » (dhātu). Ils sont l'une des trois principales taxonomies du sûtra, aux côtés des skandhas et de la coproduction conditionnée. En outre, les dix-huit éléments et les skandhas sont eux-mêmes deux des trois taxonomies de base des dharmas (pris ici au sens de « choses »).

### La coproduction conditionnée
Cette série de douze causes constitue un développement de la première des quatre nobles vérités: tout est mal-aise, souffrance. Il s'agit de douze productions qui se conditionnent les unes les autres, et dont la première est l'ignorance (le plus puissant des trois poisons) et le dernier la vieillesse et la mort,.

### Le mantra
Ainsi, avec les cinq agrégats et la coproduction — à quoi il faut ajouter les dix-huit éléments — le sûtra présente trois taxonomies fondamentales du bouddhisme. C. Despeux souligne que « pour comprendre l'illusion produite de ces mécanismes et par conséquent entrer dans la vacuité du moi (les cinq skandas) et du monde extérieur (les dix-huit éléments) par la production conditionnée, c'est-à-dire de tous les dharmas, il faut la perfection de sapience, cette puissance éclairante, faculté inhérente à l'être. »  Le sûtra explique alors que s'éveiller de cette illusion suppose la lumière puissante de la « Perfection de sapience », (la « Grande sagesse » ou encore la « Connaissance transcendante »), sagesse qui se présente, précise le texte, sous forme du mantra, formule magique, série de syllabes souvent intraduisible. Mais selon Catherine Despeux, « ici, c'est la perfection de sapience qui est le mantra, ce qui n'empêche pas que le [sûtra] se termine néanmoins par un mantra classique de six mots. »
Ce mantra, que l'on peut traduire, est un des passages les plus célèbres du sûtra. Il est souvent reproduit en sanskrit : « gate gate pâragate, pârasamgate bodhi svâhâ », (littéralement: « allé, allé, allé au-delà, allé complètement au-delà, éveil, salut». Il se peut bien que le mot « gate » soit un vocatif qui s'adresse à la déesse de la Grande sagesse et que le mantra soit donc destiné à la Grande sagesse, signifiant « Toi qui es allée, allée, allée au-delà, etc. ».
Du fait de la popularité du Sûtra du Cœur, régulièrement chanté par les moines d'Asie de l'Est et du Tibet, le mantra a fait l'objet de très nombreux commentaires. Ainsi, certains commentateurs ont relié les cinq premiers mots aux cinq voies ou chemins (pâncamârga ou Cinq chemins de libération (bouddhisme) (en)) sur lesquels progressent les bodhisattvas en chemin vers la boudhéité. On a alors : 1) le premier gate qui indique la voie d'accumulation (sambhâra-mârga); 2) le deuxième gate, la voie de préparation (prayoga-mârga); 3) pâragate, la voie de vision (darshana-mârga, avec laquelle commencent les dix terres ou bhumis des arya-bodhisattvas) 4) pârasamgate, la voie de cultivation de l'esprit ou méditation (bhavana-mârga); bodhi, la voie au-delà de l'apprentissage (ashaiksha-mârga), synonyme de bouddhéité insurpassable et parfaite, samyaksambodhi),.
Cette interprétation est conforme à l'approche qu'ont eue les érudits indiens des sûtra de la Prajñapâramitâ, selon laquelle les sûtras présentent un enseignement explicite (celui sur la vacuité) et un autre implicite (sur les diverses réalisations des bodhisattva sur le chemin de la boudhéité. Dans cette perspective, le sûtra livre l'enseignement explicite, à l'exception du mantra qui délivre l'enseignement implicite.
On notera enfin que si la présence d'un dharani est relativement fréquente dans les sûtra du Mahâyâna, ce n'est pas le cas d'une phrase explicitement qualifiée de mantra, ce qui a conduit certains commentateurs à hésiter à classer le Sûtra du cœur dans les sûtra ou les tantra.

### Forme et vacuité
La phrase « la forme est vacuité; la vacuité est la forme » est un autre passage du sûtra a connu une grande célébrité. Il s'agit là d'une des affirmations les plus citées et commentées de l'ensemble des textes du Mahâyâna, et qui a suscité le plus de commentaires, si bien qu'il n'est pas facile d'en faire le tour. Cependant, il semble bien que la formule suggère que la vacuité, en tant que nature de la réalité ultime, ne se trouve pas dans un royaume raffiné mais qu'elle est bien plutôt dans les objets ordinaires de la vie quotidienne. Elle décrirait donc la relations entre ces objets (la forme) et la réalité ultime (la vacuité).

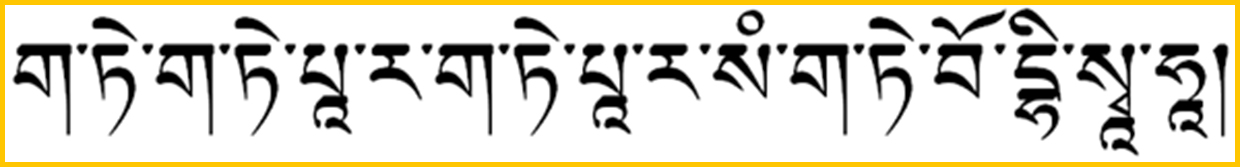
Transcription en graphie tibétaine du mantra qui termine le discours d'Avalokitshvara (en sanskrit : « gate gate pāragate pārasaṃgate bodhi svāhā »).

### L'exégèse de Prajñānanda
Prajñānanda rappelle qu’une exégèse n’a de sens qu’en vérité relative (samvṛtti satya) alors que le sens véritable du soutra ne peut être perçu qu'en vérité absolue (paramārtha satya).
Le texte s'ouvre sur l'affirmation qu'Avalokitsehvara voit que, lorsqu'on les observe attentivement par la connaissance discriminative, les cinq agrégats se révèlent dépourvus de toute nature propre (« svabhāvaśūnyān »), de tout devenir indépendant (bhāva, de la racine sanskrite bhū, devenir, l'autre versant de l'impermanence). Car chaque « entité » ne vient à l'existence ainsi qu'à la cessation de l'existence, autrement dit que parce qu'elle dépend de causes et de conditions extrinsèques. La vacuité n'est en effet qu'une autre façon de désigner la loi d'interdépendance de tous les phénomènes.
Avalokiteshvara s'adresse ensuite à Shariputra en définissant la vacuité des agrégats par des relations d’identité, de non-exclusion et d’équivalence : tous les phénomènes existants apparaissent, se développent et disparaissent, sans rien qui perdure en eux. La vacuité « est » absence d'existence intrinsèque, absence de tout devenir propre. Tout agrégat ne parvient à l'existence qu'en dépendance de tout « ce » qui le précède. « La vacuité n'est pas différente de la forme » doit donc être compris comme absence d'essence dans les phénomènes et ne renvoie pas à une chose en soi qui serait le fondement inconnaissable des phénomènes (comme le serait une essence non phénoménale impersonnelle, postulée par d'autres doctrines indiennes).
Et il continue (« Shariputra, toutes les existences ont l’aspect de ku ») en affirmant la vacuité de tous les phénomènes, conditionnés ou inconditionnés. Les phénomènes ne présentent que des caractères contingents qui leur sont attribués que par pure convention sociale et par commodité psychologique pour le spectateur.
Jusqu'ici, le sûtra est resté dans la vacuité dite « relative » puisqu'il supposait un observateur, et relevaient donc de la vacuité relative (selon la « laukika prajñā », sagesse mondaine). Mais la suite (« dans la vacuité, il n'y a ni forme, ni sensation, ni... ») nie tout élément d’existence, y compris la Voie bouddhique (tout en l'énonçant dans ses principaux éléments). Ce passage tout en négations marque donc la vacuité absolue (selon la « lokottara prajñā », la sagesse supramondaine, transcendante). Il n'y a plus de phénomène ni de spectateur, plus de sujet ni d'objet.

Le sûtra en vient finalement au mantra, qui marque la progression de « prajñā », la Connaissance transcendante, sur la Voie. Cette progression se fait en trois étapes: 1) « gate » : la marche sur la Voie (le méditant ne s’identifie plus au spectacle et entame l’ascèse) ; 2) « pâragate » : la prajñā pāramitā fait connaître l’absence de nature propre des phénomènes, en vacuité / ainsité ; 3) « pârasaṃgate » : éveil à la vacuité totale par extinction des agrégats individuels.

Zhao Mengfu calligraphiant le Sûtra du Cœur en échange d'une tasse de thé. Peinture de Qiu Ying, XVIe siècle. The Cleveland Museum of Art. (Plus d'information sur clevelandart.org